# Высока (Бежецкий район)
Высока — деревня в Борковском сельском поселении Бежецкого района Тверской области России.

## География
Деревня расположена на правом берегу реки Уйвешь севернее деревни Белобородово и на востоке граничит с деревней Борок Сулежский. Просёлочной дорогой связана с автомобильной дорогой 28К-0058.

## Население
| 2008 | 2010 |
| ---- | ---- |
| 52   | ↘32  |